# Caroline Møller
Caroline Møller Hansen (født 19. december 1998) er en dansk fodboldspiller, der spiller for Real Madrid og for Danmarks kvindefodboldlandshold. Hun spillede for Fortuna Hjørring i Elitedivisionen fra 2015 til 2020. I 2020 skiftede hun til Inter Milan og i 2021 skiftede hun til Real Madrid.
Hun har spillet for Danmarks U/16, U/19 og U/23 landshold, og i august 2017 blev hun udtaget til A-landsholdet til venskabskampen mod Holland, som blev aflyst og til VM-kvalifikationskampen mod Ungarn. Hun blev dog ikke skiftet ind. Hun fik debut på landsholdet den 4. marts 2020 ved Algarve Cup i 1-2 nederlaget mod Norge, da hun blev skiftet ind efter 61 minutter i stedet for Emma Snerle.

## Meritter

### Klub
Fortuna Hjørring
Vinder 
- Elitedivisionen: 2015-16, 2019-20
- DBU Cup: 2016